# Edwardsia claparedii
Espèce
Edwardsia claparedii est une espèce d'anémones de mer de la famille des Edwardsiidae.

## Liste des variétés
Selon World Register of Marine Species (13 janvier 2023) :
- Edwardsia claparedii var. simplex

## Systématique
Le nom valide complet (avec auteur) de ce taxon est Edwardsia claparedii (Panceri, 1869).
L'espèce a été initialement classée dans le genre Halcampa sous le protonyme Halcampa claparedii Panceri, 1869.
Edwardsia claparedii a pour synonymes :
- Edwardsia claparedeii
- Edwardsia claparedi (Panceri, 1869)
- Edwardsia claparedii var. carnea
- Edwardsia claparèdii
- Edwardsia claperedii
- Edwardsia grubii Andres, 1883
- Halcampa claparedii Panceri, 1869
- Urophysalus grubii Costa, 1869

## Publication originale
- Panceri, P. (1869). Intorno a due nuovi polipi Cladactis costa ed Halcampa claparedii. Atti della Reale Accademia delle Scienze Fisiche e Matematiche, 4(11): 1-9